# Acheux-en-Vimeu
Acheux-en-Vimeu és un municipi francès, situat al departament del Somme i a la regió dels Alts de França.

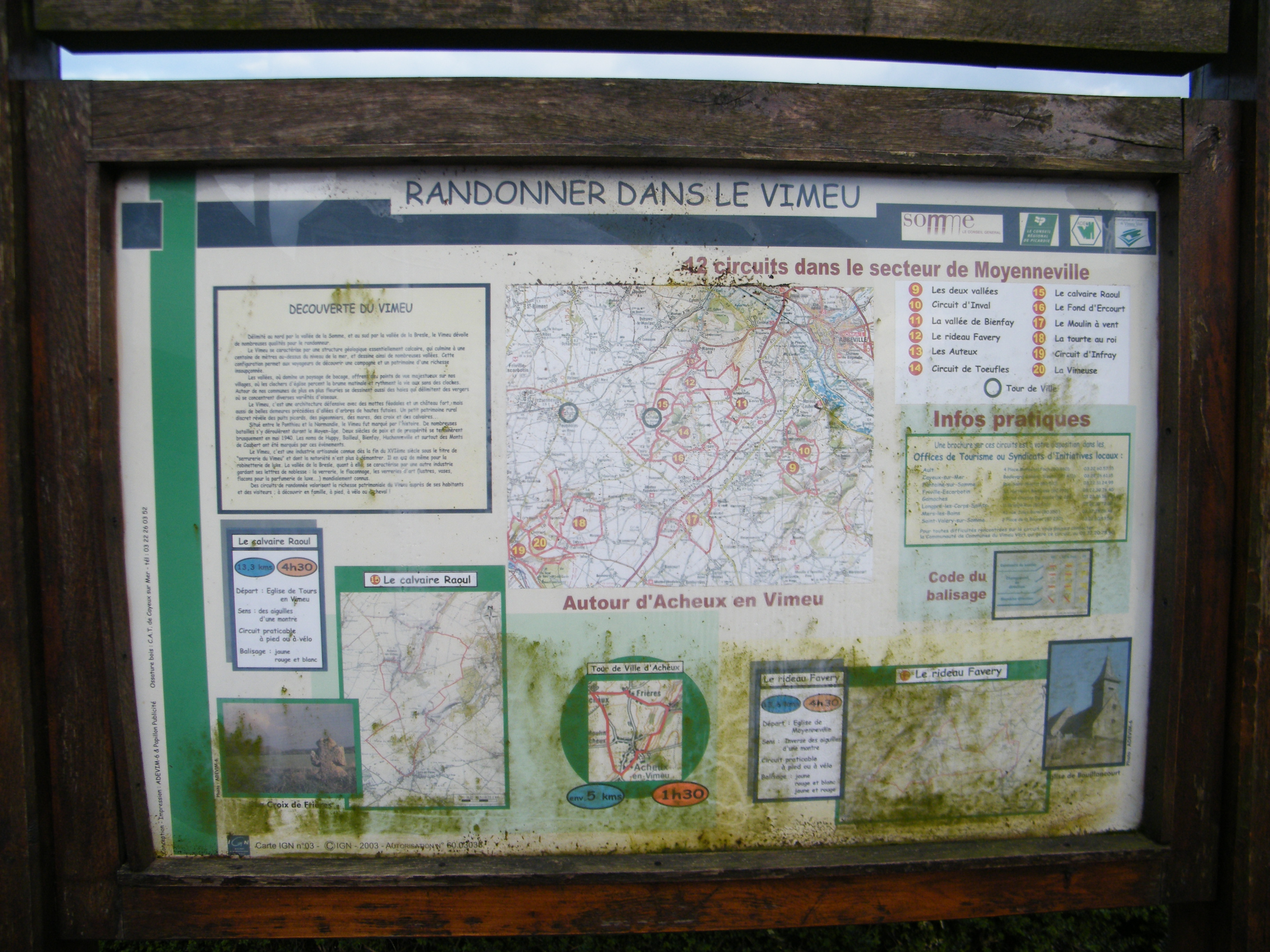

## Referències

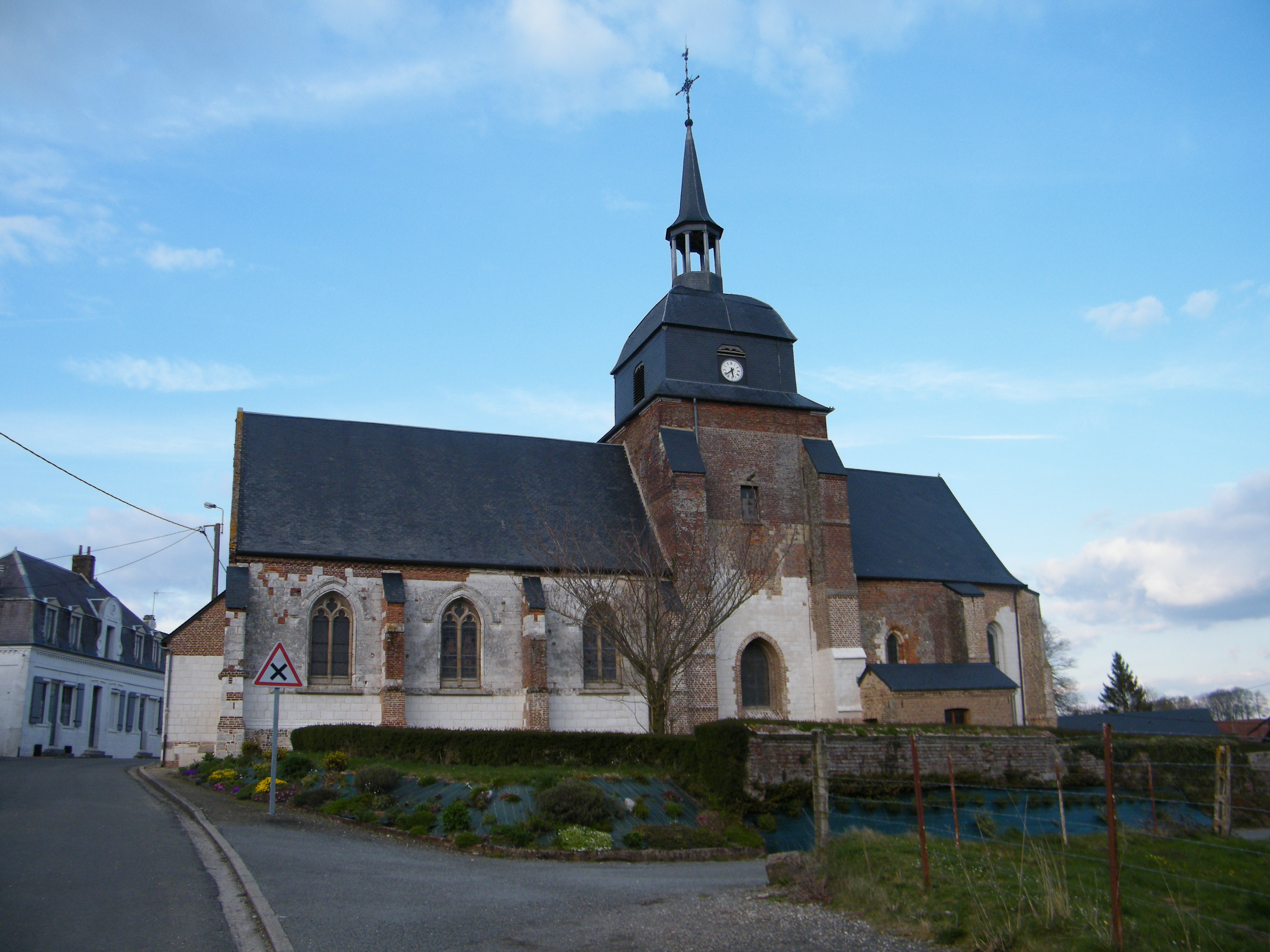

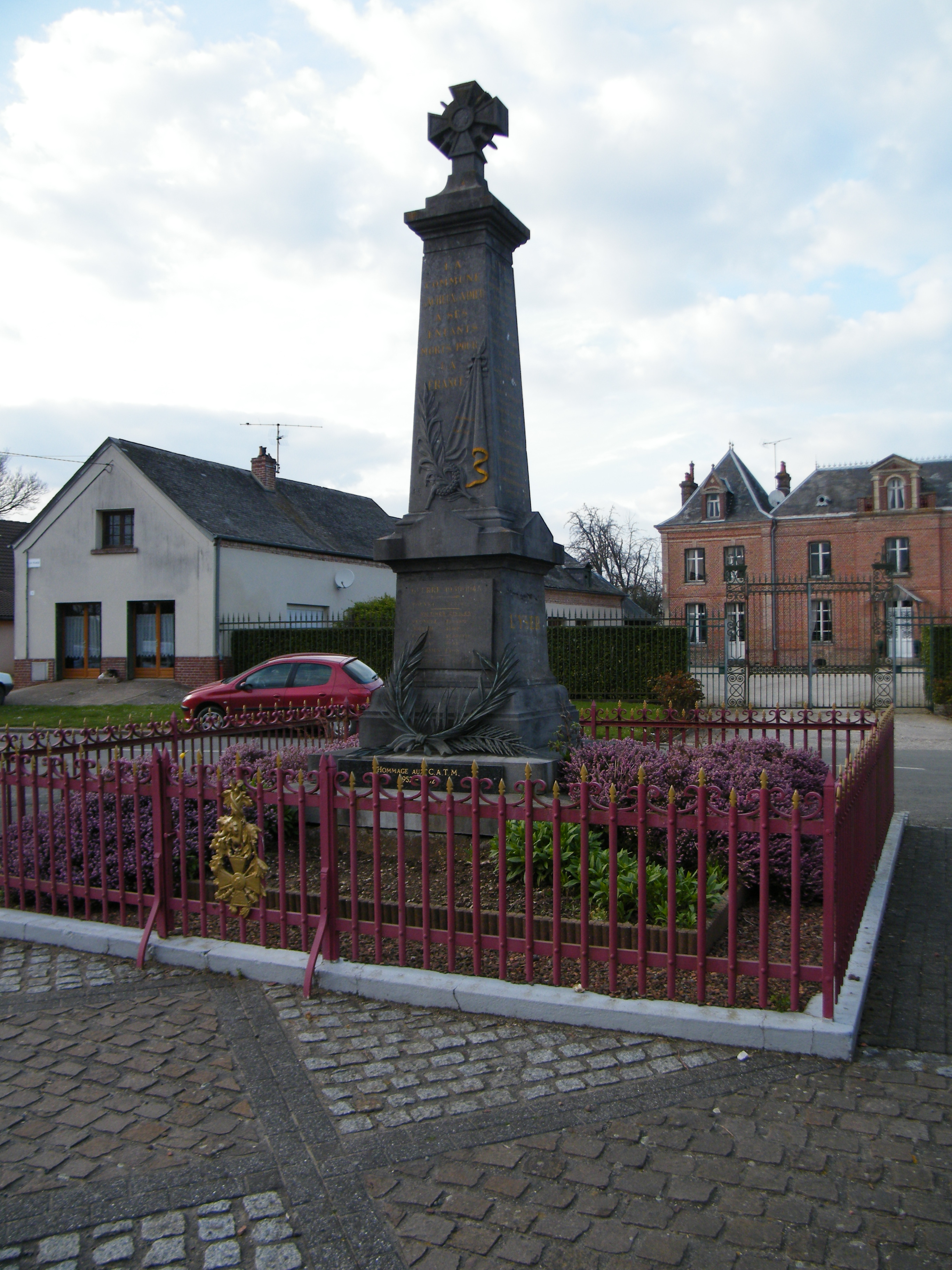